# Калдобино
Калдобино (рос. Калдобино) — присілок в Великолуцькому районі Псковської області Російської Федерації.
Населення становить 30 осіб. Входить до складу муніципального утворення Пореченська волость.

## Історія
Від 2014 року входить до складу муніципального утворення Пореченська волость.

## Населення
| 2001 | 2002 | 2010 |
| ---- | ---- | ---- |
| 47   | ↗53  | ↘30  |